# Matijina crkva
Matijina ili Matijaševa crkva, katolička crkva u mađarskom glavnom gradu Budimpešti, pokraj Ribarske tvrđave i Budimskog dvorca. Prema tradiciji prvotna je crkva izgrađena i posvećena 1015. godine na zahtjev kralja Stjepana Svetog, ali je uništena 1214. u provali Mongola. Današnja crkva podignuta je u kasnogotičkom stilu u drugoj polovici 14. stoljeća te je tijekom povijesti više puta oštećivana i obnavljana. Nazvana je po kralju Matiji Korvinu.
Tijekom stoljetipolne osmanske okupacije, crkvena riznica u više je navrata prenošena u Požun, a nakon osmanskog osvajanja Budima 1541. crkva je preinačena u glavnu gradsku džamiju prilikom čega su kasnogotičke freske u unutrašnjosti crkve uništene. Tijekom Velikog turskog rata crkva se urušila nakon teških topovskih oštećenja. Nakon oslobođenja Budima započeta je obnova u baroknom stilu, no ubrzo je obnova preusmjerena na ranogotičku arhitekturu 13. stoljeća.
U crkvi su okrunjeni habsburški carevi Franjo Josip i Karlo IV. Austrijski, posljednji hrvatsko-ugarski kralj. Crkva je teško oštećena u bombardiranjima u Drugom svjetskom ratu dok su je Sovjeti tijekom okupacije koristili kao vojni kamp i opljačkali. Crkva je obnovljena između 1950. i 1970. sredstvima mađarske vlade. U crkvi je smješten i Muzej crkvene umjetnosti u čijoj se riznici nalazi i kruna sv. Stjepana.
Crkva je više puta bila motiv poštanskih maraka u izdanju Mađarskog poštanskog ureda.

## Vanjske poveznice
- Službene stranice crkve na mađarskom